# فريدي غرين (عازف قيثارة جاز)
فريدي غرين (بالإنجليزية: Freddie Green)‏ هو عازف جاز أمريكي، ولد في 31 مارس 1911 في تشارلستون في الولايات المتحدة، وتوفي في 1 مارس 1987 في لاس فيغاس في الولايات المتحدة.

## وصلات خارجية
- فريدي غرين على موقع IMDb (الإنجليزية)
- فريدي غرين على موقع الموسوعة البريطانية (الإنجليزية)
- فريدي غرين على موقع ميوزك برينز (الإنجليزية)
- فريدي غرين على موقع أول ميوزيك (الإنجليزية)
- فريدي غرين على موقع ديسكوغز (الإنجليزية)